# UFC 224
 UFC 224: Nunes vs. Pennington è stato un evento di arti marziali miste tenuto dalla Ultimate Fighting Championship il 12 maggio 2018 alla Jeunesse Arena di Rio de Janeiro, in Brasile.

## Risultati
|                                        | Divisione                       |                           |                 |                   | Metodo                                       | Round           | Tempo           | Premio          |
| Card Principale                        | Card Principale                 | Card Principale           | Card Principale | Card Principale   | Card Principale                              | Card Principale | Card Principale | Card Principale |
| -------------------------------------- | ------------------------------- | ------------------------- | --------------- | ----------------- | -------------------------------------------- | --------------- | --------------- | --------------- |
| Sfida valida per il titolo di campione | Pesi gallo femnminili           | Amanda Nunes (c)          | batte           | Raquel Pennington | KO tecnico (pugni)                           | 5               | 2:36            |                 |
|                                        | Pesi medi                       | Kelvin Gastelum           | batte           | Ronaldo Souza     | Decisione non unanime (29-28, 28-29, 29-28)  | 3               | 5:00            | FOTN            |
|                                        | Catchweight femminile (123 lbs) | Mackenzie Dern            | batte           | Amanda Cooper     | Sottomissione (rear-naked choke)             | 1               | 2:27            |                 |
|                                        | Pesi gallo                      | John Lineker              | batte           | Brian Kelleher    | KO (pugno)                                   | 3               | 3:43            |                 |
|                                        | Pesi medi                       | Lyoto Machida             | batte           | Vítor Belfort     | KO (calcio frontale)                         | 2               | 1:00            | POTN            |
| Card Preliminare (FX)                  |                                 |                           |                 |                   |                                              |                 |                 |                 |
|                                        | Pesi medi                       | Cézar Ferreira            | batte           | Karl Roberson     | Sottomissione tecnica (triangolo di braccio) | 1               | 4:45            |                 |
|                                        | Pesi massimi                    | Oleksiy Oliynyk           | batte           | Júnior Albini     | Sottomissione (Ezekiel choke)                | 1               | 1:45            |                 |
|                                        | Pesi leggeri                    | Davi Ramos                | batte           | Nick Hein         | Sottomissione (rear-naked choke)             | 1               | 4:15            |                 |
|                                        | Pesi welter                     | Elizeu Zaleski dos Santos | batte           | Sean Strickland   | KO (calcio a giro e pugni)                   | 1               | 3:40            |                 |
| Card Preliminare (UFC Fight Pass)      |                                 |                           |                 |                   |                                              |                 |                 |                 |
|                                        | Pesi welter                     | Warlley Alves             | batte           | Sultan Aliev      | KO tecnico (stop medico)                     | 2               | 5:00            |                 |
|                                        | Pesi medi                       | Jack Hermansson           | batte           | Thales Leites     | KO tecnico (pugni)                           | 3               | 2:10            |                 |
|                                        | Pesi welter                     | Ramazan Emeev             | batte           | Alberto Mina      | Decisione unanime (30-27, 30-27, 30-27)      | 3               | 5:00            |                 |
|                                        | Pesi medi                       | Markus Perez              | batte           | James Bochnovic   | Sottomissione (rear-naked choke)             | 1               | 4:28            |                 |

## Premi
I lottatori premiati ricevettero un bonus di 50.000 dollari.
Legenda:
- FOTN: Fight of the Night (vengono premiati entrambi gli atleti per il miglior incontro dell'evento)
- POTN: Performance of the Night (viene premiato il vincitore per la migliore performance dell'evento)